# Uriel Frisch
Pour les articles homonymes, voir Uriel (homonymie) et Frisch.
Uriel Frisch (né le 10 décembre 1940) est un physicien français spécialiste de la mécanique des fluides, de l'astrophysique et des mathématiques appliquées connu pour ses travaux sur la turbulence appliquée à l'astrophysique. Il s'intéresse également à l'histoire des sciences.

## Biographie
De 1959 à 1963 Uriel Frisch est élève à l'École normale supérieure. De 1963 à ce jour il est chercheur au CNRS d’abord à l’Institut d’Astrophysique (Paris) puis à l'Observatoire de la Côte d'Azur à Nice. En 1964 il est docteur de 3e cycle et en 1967 il devient docteur ès sciences physiques à l'Université de Paris après un passage au Courant Institute (Université de New York) comme chercheur invité. De 1978 à 1979 il est professeur invité à l'Université Harvard. De 1963 à 2006 il enseigne dans les universités de Paris et de Nice.
Il a été :
- membre du Comité européen de turbulence de 1984 à 1993,
- membre du Comité OTAN sur le CHAOS de 1989 à 1993,
- membre du Conseil du Département des Sciences de l'Univers au CNRS de 1991 à 1995,
- éditeur de Physica D et Physical Review Letters.

## Travaux scientifiques
Des travaux bien cités, par exemple sur les systèmes dynamiques et la magnétohydrodynamique et sur la dynamique de la turbulence ne seront pas discutés ici,,.

### Intermittence et singularités complexes[5]
Les données  expérimentales sur la turbulence développée (TD) indiquent  que les dérivées d’ordre élevées présentes des bouffées. Depuis les travaux de Batchelor et Townsend, on appelle cela de l’intermittence. Ils ont montré que les bouffées sont associées à des singularités à temps complexes[C'est-à-dire ?].

### L’écoulement de Taylor-Green: première évidence que les équations d’Euler 3D incompressibles n’explosent pas en temps fini[6]
Des simulations spectrales (en coordonnées eulériennes) ont été réalisées et analysées par la mesure du rayon du tube spatial d’analyticité.  Aux temps les plus longs accessibles,  ce rayon décroit exponentiellement en temps.

### Multifractalité[7]
Les expériences de TD indiquent, qu’aux échelles spatiales où le forçage et la dissipation  sont négligeables,  les moments des incréments de vitesse  varient comme des lois en puissance de la séparation. Toutefois l’exposant varie non linéairement avec l’ordre. Il s’agit d’une forme nouvelle d’intermittence qui peut s’interpréter  comme la compétition d’une infinité de dimensions fractales. Cette  multifractalité peut s’expliquer avec  la théorie des grandes déviations.

### Hydrodynamique sur réseaux[8]
Uriel Frisch et ses collaborateurs ont montré qu’il existe des automates cellulaires de von Neumann sur des réseaux appropriés qui simulent la dynamique des équations de Navier-Stokes. Des variantes, utilisant les mêmes réseaux,  mais avec l’approximation  de Boltzmann sont maintenant fréquemment utilisés  pour la modélisation numérique des écoulements autour des véhicules et des avions.

### Reconstruction cosmologique et transport optimal[9]
Le mouvement de la matière noire  en cosmologie à grande échelle  est gouverné par les équations d’Euler-Poisson. À ces échelles, l’application lagrangienne est le gradient d’une fonction convexe.  Le problème de reconstruction cosmologique, à savoir reconstruire l’histoire de l’Univers à partir de la répartition des masses actuelles, devient, par un résultat de Y. Brenier, un problème de transport optimal au sens de Monge. Ce dernier peut être simulé très efficacement comme un problème d’assignation optimal.

## Publication
- Uriel Frisch, Turbulence : the Legacy of A.N. Kolmogorov, Cambridge University Press, 1995, 296 p. (ISBN 978-0-521-45713-2 et 0-521-45713-0, lire en ligne)

## Distinctions
- Élu correspondant (1994) puis membre de l'Académie des sciences (2008)[10],[11]
- Membre de la Société française de physique[12].
- Membre de la Société française d'astronomie et d'astrophysique[13].
- Prix Claude-Antoine Peccot du Collège de France (1967)[14].
- Prix Bazin de l'Académie des sciences (1985).
- Prix Lewis Fry Richardson de l'Union européenne des géosciences (2003).
- Prix de mécanique appliquée Modesto Panetti e Carlo Ferrari de l'Académie des sciences de Turin (2010).
- EUROMECH Fluid Mechanics Prize 2020 (décerné en 2022)